# Лаж и манипулација
Лаж и манипулација (енгл. Gaslit) америчка је телевизијска серија коју је створио Роби Пикеринг по узору на подкаст Slow Burn Леона Нејфака. Главне улоге тумаче Џулија Робертс и Шон Пен, а прати позадину афере Вотергејт. Премијера је приказана 24. априла 2022. у САД, односно 3. октобра 2023. у Србији.

## Радња
Прати причу периферних ликова око афере Вотергејт 1972. године у САД.

## Улоге
| Глумац                 | Улога           |
| ---------------------- | --------------- |
| Џулија Робертс         | Марта Мичел     |
| Шон Пен                | Џон Мичел       |
| Ден Стивенс            | Џон Дин         |
| Бети Гилпин            | Мо Дин          |
| Шеј Вигам              | Џеј Гордин Лиди |
| Дарби Камп             | Марти Мичел     |
| Александар Филимоновић | Золтон          |

## Епизоде
| Бр. еп. | Наслов | Редитељ | Сценариста                           | Премијера       | Гледаност у САД (милиони) |
| ------- | ------ | ------- | ------------------------------------ | --------------- | ------------------------- |
| 1       |        | Мет Рос | Роби Пикеринг                        | 24. април 2022. | 0,224                     |
| 2       |        | Мет Рос | Роби Пикеринг и Амерлија Греј        | 1. мај 2022.    | 0,227                     |
| 3       |        | Мет Рос | Роби Пикеринг и Амерлија Греј        | 8. мај 2022.    | 0,204                     |
| 4       |        | Мет Рос | Алберто Ролдан и Амерлија Греј       | 15. мај 2022.   | 0,194                     |
| 5       |        | Мет Рос | Роби Пикеринг и Анајат Фахреј        | 22. мај 2022.   | 0,208                     |
| 6       |        | Мет Рос | Узомака Мадука и Софија Левицки Вајц | 29. мај 2022.   | 0,217                     |
| 7       |        | Мет Рос | Амелија Греј                         | 5. јун 2022.    | 0,266                     |
| 8       |        | Мет Рос | Роби Пикеринг                        | 12. јун 2022.   | 0,339                     |